# Casa Bassols (Vic)
La casa Bassols o Fontcuberta és un edifici de Vic (Osona), catalogat com a bé cultural d'interès local.

## Història
Era propietat de Miquel Fontcoberta i de Saleta-Morgadès, que cap al 1780 en va fer decorar diverses sales amb pintures de Francesc Pla «el Vigatà».
Hi va néixer i viure l'escriptora Maria Àngels Anglada i d'Abadal (Vic, 1930-Figueres, 1999), el pare de la qual feia de procurador de la família Bassols, propietària del casal. Auest fou reformat a la dècada del 1960 per l'arquitecte Josep Maria Bassols.

## Descripció
Consta de planta baixa, dos pisos i golfes. Presenta la tradicional composició de casa senyorial. A la façana el basament està marcat amb arcades rebaixades, la planta noble amb balcons i finestres de llinda plana, i el coronament està constituït per una galeria amb catorze obertures d'arc de mig punt i un ràfec amb colls de fusta vistos. Les obertures s'ordenen en eixos de composició verticals i són de diferent tipus a cada planta. Les principals obertures estan emmarcades amb pedra picada. Els balcons són de forja i la façana està arrebossada. Així mateix, en destaquen dues finestres antigues de pedra; una romànica a l'extrem esquerre de la planta noble, amb tres arcs de mig punt (amb arquivoltes i quatre rosetes incises als carcanyols) sustentats per dues columnes, una amb capitell esculturat amb quatre figures humanes i l'altra amb capitell configurat per dobles palmetes; i l'altra gòtica, a l'l'extrem oposat del segon pis, amb dos arcs trevolats, que no conserva la columna central.
Al saló de la planta noble es conserven pintures inspirades en les metamorfosis d'Ovidi, atribuïdes a Francesc Pla «el Vigatà».